# 2846 Ylppo
2846 Ylppo је астероид са пречником од приближно 28,15 .
Афел астероида је на удаљености од 3,448 астрономских јединица (АЈ) од Сунца, а перихел на 2,993 АЈ.
Ексцентрицитет орбите износи 0,070, инклинација (нагиб) орбите у односу на раван еклиптике 11,427 степени, а орбитални период износи 2111,417 дана (5,780 година).
Апсолутна магнитуда астероида је 10,70 а геометријски албедо 0,117.
Астероид је откривен 12. фебруара 1942. године.